# Давыдов, Николай Васильевич (легкоатлет)
Никола́й Васи́льевич Давы́дов (род. 11 апреля 1970) — киргизский и российский легкоатлет, специалист по метанию молота. Выступал за сборную Киргизии по лёгкой атлетике во второй половине 1990-х годов, обладатель бронзовых медалей Азиатских игр и чемпионата Азии, победитель и призёр первенств национального значения, действующий рекордсмен Киргизии, участник летних Олимпийских игр в Сиднее. Мастер спорта России международного класса. Тренер по лёгкой атлетике.

## Биография
Николай Давыдов родился 11 апреля 1970 года.
В 1992 году окончил Государственный центральный ордена Ленина институт физической культуры.
В июле 1995 года на соревнованиях в Москве установил свой личный рекорд в метании молота — 77,90 метра. По итогам сезона удостоен почётного звания «Мастер спорта России международного класса».
Впервые заявил о себе на международном уровне в сезоне 1998 года, когда вошёл в основной состав киргизской национальной сборной и побывал на чемпионате Азии в Фукуоке, откуда привёз награду бронзового достоинства, выигранную в метании молота. Также в этом сезоне взял бронзу на Азиатских играх в Бангкоке.
В 1999 году на соревнованиях в Бишкеке установил поныне действующий национальный рекорд Киргизии в метании молота — 72,94 метра. Метал молот на чемпионате мира в Севилье, но с результатом 66,87 метра не смог преодолеть предварительный квалификационный этап.
Благодаря череде удачных выступлений удостоился права защищать честь страны на летних Олимпийских играх 2000 года в Сиднее — здесь в метании молота провалил все три попытки и в финал не вышел.
Оставался действующим спортсменом вплоть до 2002 года.
После завершения спортивной карьеры занялся тренерской деятельностью, старший тренер ГБОУ ЦСиО «Самбо-70» Москомспорта отделение «Черемушки». Отличник физической культуры и спорта (2014).